# خوسيه أسيفيدو غاريدو
خوسيه أسيفيدو غاريدو (بالإسبانية: José Acevedo Garrido)‏ هو لاعب كرة قدم تشيلي، ولد في 11 ديسمبر 1985 في رانكاغوا في تشيلي. لعب مع نادي أونيفرسيداد كاتوليكا.

## وصلات خارجية
- خوسيه أسيفيدو غاريدو على موقع قاعدة بيانات كرة القدم.إي يو (الإنجليزية)
- خوسيه أسيفيدو غاريدو على موقع Soccerway.com (الإنجليزية)